# Aszklépiadész (orvos)
Aszklépiadész (i. e. 1. század) görög orvos filozófus.
A Bithüniai Pruszából származott. i.e. 81-ben költözött Rómába és ott rendkívül sikeresen praktizált . Őt tartják az ókori források az úgynevezett methodikus orvosi iskola megteremtőjének. Kiváló szónok volt. Rómában befolyásos támogatókra lelt. Cicero, Varro és Cornelius Nepos támogatásának köszönhetően bizalmat és tekintélyt szerzett. A keringő atomokról alkotott elképzelése mai szemmel döbbenetes éleslátásra utal. Betegség értelmezési elképzeléseivel ellentétbe került a Hippokratész által kialakított „nedv élettannal”. Tanait, munkásságát kevés feljegyzés említi.